# Rhinopias cea
Rhinopias cea és una espècie de peix pertanyent a la família dels escorpènids.

## Descripció
- Fa 15,6 cm de llargària màxima.
- És de color vermell-carabassa amarronat i clapejat de taques pàl·lides. Té dues taques fosques a sobre de l'aleta pectoral.[2]

## Hàbitat
És un peix marí, demersal i de clima subtropical que viu fins als 5 m de fondària.

## Distribució geogràfica
Es troba al Pacífic oriental: l'illa de Pasqua.

## Observacions
És inofensiu per als humans.